# 에이브러햄 링컨 조각상
《에이브러햄 링컨 조각상》(영어: Statue of Abraham Lincoln)은 미국의 16대 대통령인 에이브러햄 링컨(1809~1865)의 거대한 좌상 조각상으로, 대니얼 체스터 프렌치(1850~1931)가 조각을 설계하고 이탈리아의 피치릴리 형제가 깎아냈다. 워싱턴 D.C.의 내셔널 몰에 있는 링컨 기념관(1914~1922년 건설)에 위치한 이 동상은 1922년에 공개되었으며 보자르 건축과 아메리칸 르네상스 양식의 전통을 따르고 있다.

## 설명
170 톤의 이 조각상은 28개의 조지아산 백색 대리석 블록으로 만들어졌으며 3.4m(11ft) 높이의 인물상(팔걸이 의자와 발판 포함)과 5.8m(19ft)의 높은 페데스탈을 합하여 총 높이는 9.1m(30ft)이다. 링컨의 모습은 정면을 바라보며 시선은 약간 아래로 향하고 있으며, 엄숙함과 근엄함을 표현하고 있다. 링컨의 프록 코트는 단추가 풀려 있고, 큰 성조기가 의자의 등받이와 옆면에 걸쳐져 있다. 프렌치는 링컨의 감정이 잘 전달되도록 링컨의 손을 특히 유의하며 제작했는데, 그 손은 반원형 의식용 의자의 거대한 팔걸이 위에 올려져 있으며, 의자 앞면에는 고대 로마의 권위 상징인 파스케스가 새겨져 있다. 프렌치는 링컨의 손을 정확하게 배치하기 위해 자신의 손가락 모형을 사용했다.

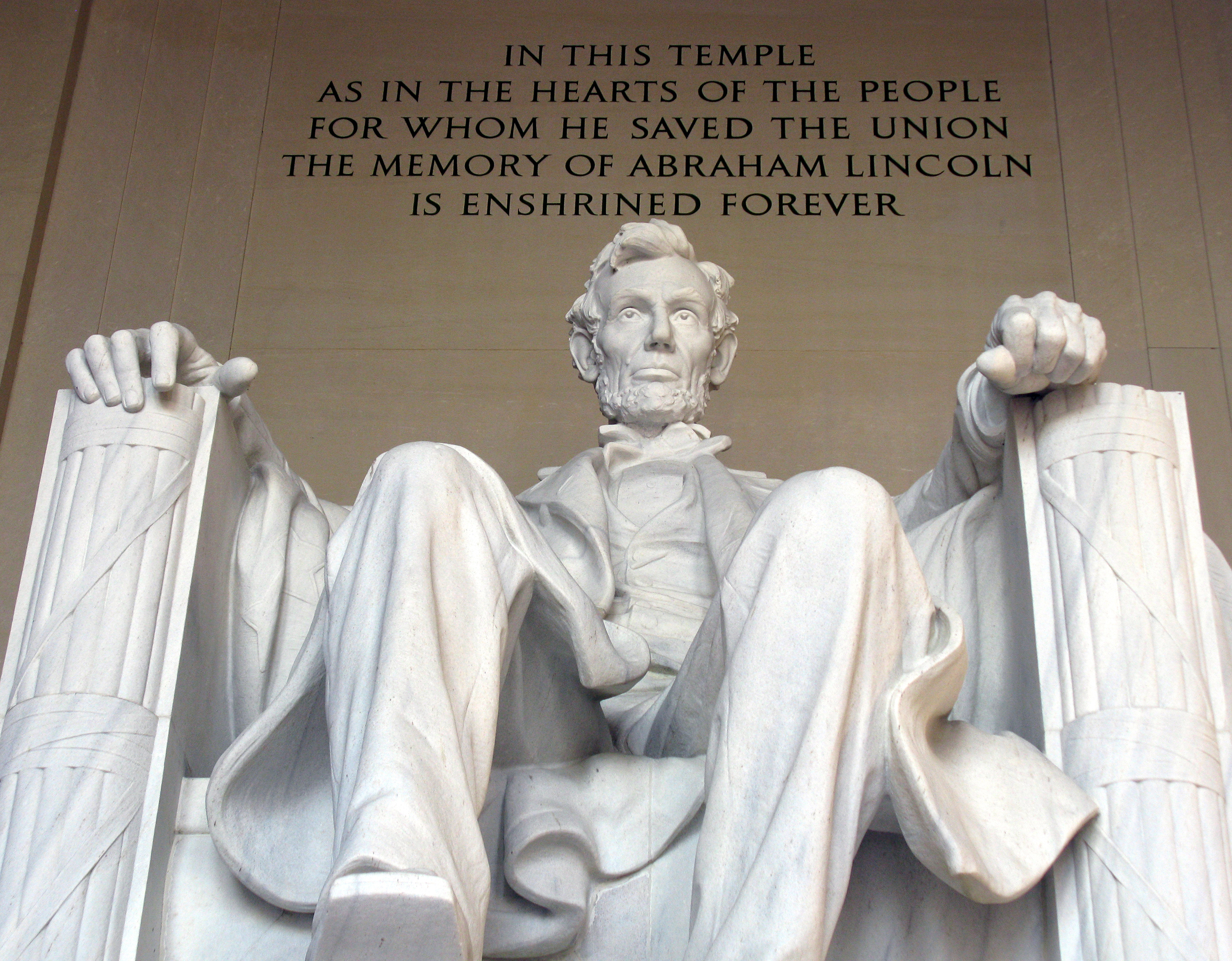
조각상 뒤쪽에 링컨을 향한 미국인들의 존경심을 담은 문구가 새겨져 있다.

조각상 뒤쪽에는 링컨을 향한 미국인들의 존경심을 담은 문구가 적혀 있다.
"IN THIS TEMPLE, AS IN THE HEARTS OF THE PEOPLE FOR WHOM HE SAVED THE UNION THE MEMORY OF ABRAHAM LINCOLN IS ENSHRINED FOREVER"
"이 성전에는 미합중국 국민들의 마음을 담아 미국을 구원한 에이브러햄 링컨에 대한 기억들이 영원히 간직될 것이다."

또한 좌상의 왼쪽 벽에는 링컨의 게티즈버그 연설문이 써 있으며 오른쪽 벽에는 링컨이 두 번째로 취임한 1865년 3월 4일의 대통령 취임사가 일부 새겨져 있다.

## 역사
1914년, 건축가 헨리 베이컨(1866~1924)이 설계할 기념관의 일부로 링컨 조각상을 제작하기 위해 링컨 기념관 위원회에서 대니얼 체스터 프렌치를 선정했다. 프렌치는 이미 1874년 매사추세츠주 콩코드에 세운 《미닛맨 동상》과 1884년 하버드 대학교 캠퍼스 내 하버드 야드에 세운 《존 하버드 동상》으로 유명했다. 또한 프렌치가 선정된 데는 이미 거의 25년 동안 그와 협력해 온 베이컨의 개인적 선택이기도 했다. 프렌치는 기념관의 설계 및 건립에 밀접한 관련이 있는 단체인 워싱턴 D.C.의 미술위원회 위원장직을 사임하고 12월에 조각상 제작에 들어갔다.

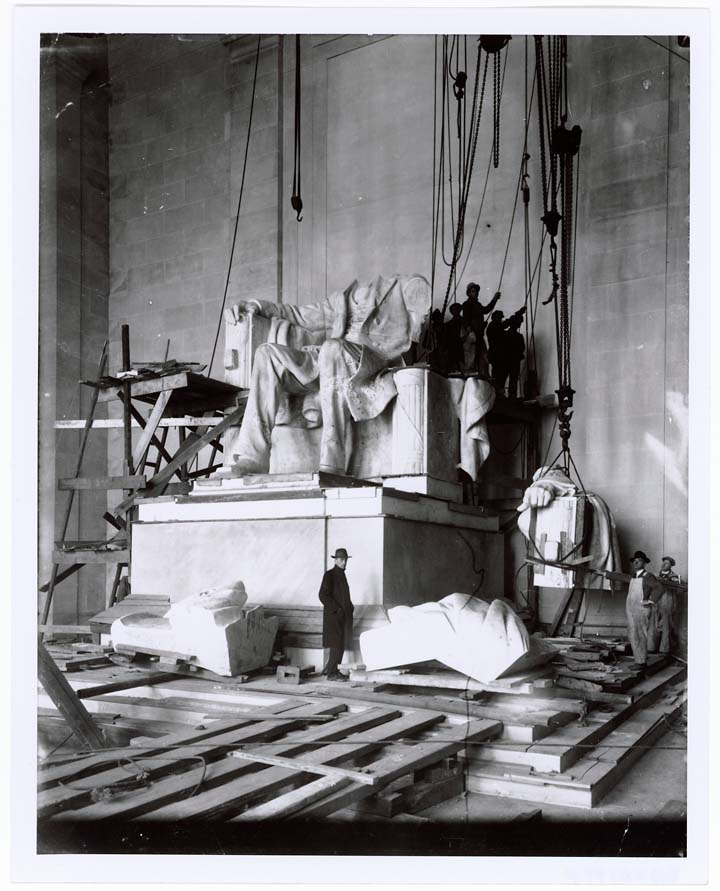
설치되고 있는 링컨 조각상, 1920년

프렌치는 이미 1912년 네브래스카주 링컨에 있는 네브래스카주 의사당에 《에이브러햄 링컨 조각상》을 제작한 바 있으며, 다만 이 동상은 서 있는 모습이다. 링컨의 전기, 사진, 레너드 볼크가 1860년에 만든 데스 마스크를 포함하여 프렌치가 이전에 했던 링컨에 대한 연구는 더 큰 조각상이라는 어려운 작업을 하는데 많은 도움을 주었다. 프렌치와 베이컨은 국립 기념관에 앉은 모습의 거대한 조각상을 두는 것이 가장 적합하다고 판단했다. 프렌치는 작은 점토 연구로 시작하여 여러 석고 모형을 만들어 인물의 포즈나 배경에 미묘한 변화를 주었다. 프렌치는 링컨을 19세기의 평범한 의자가 아닌, 로마의 권위를 상징하는 파스케스가 새겨진 고전적인 의자에 앉혀 그가 모든 시대에 걸맞은 명성을 지닌 인물이라는 것을 나타내고자 했다.
링컨 동상의 석고 모형 3개가 매사추세츠주 스톡브리지에 있는 국립역사보존신탁(NTHP)인 프렌치의 체스터우드 스튜디오에 보관되어 있는데, 그 중에는 석고 스케치(1915년)와 6피트의 석고 모형(1916년)이 포함되어 있다. 기록에 따르면 1916년 10월 31일 여름 체스터우드에서 제작된 프렌치의 두 번째 석고는 원래 3.7m(12ft)의 청동으로 구상되었던 최종 작업의 기초가 되었다. 최종 조각상의 크기를 결정하기 위해, 프렌치와 베이컨은 건설 중인 기념관의 모형을 사진을 확대하여 찍었다. 결국 프렌치의 오랜 협력자인 피치릴리 형제의 회사는 조지아주 테이트 인근 채석장에서 대리석으로 훨씬 더 큰 조각품을 조각할 것을 의뢰 받았다.
프렌치의 디자인을 거대한 대리석 블록으로 옮기는 데는 1년이 걸렸다. 프렌치는 1920년 내셔널 몰의 기념관에 조각상이 조립된 후에도 뉴욕의 브롱크스의 스튜디오에서 마무리 작업을 했다. 특히 조각상에 조명을 비추는 것이 문제였다. 프렌치는 이 작품을 만들면서 위쪽의 큰 채광창을 만들면 자연 조명을 직접 받을 수 있다는 것을 알았지만 이는 최종 계획에는 포함되지 않았다. 동쪽에서 들어오는 수평적인 빛 때문에 링컨의 얼굴이 납작해 보여 위엄 있어 보이기 보다는 멍하니 바라보는 것처럼 보였고, 정강이가 더 부각되었다. 이를 재앙으로 여겼던 프렌치는 조명을 설치하기로 했다. 이 작품은 1922년 5월 30일 기념관 공식 헌정식에서 공개되었다.

## 전설
링컨 조각상은 미국의 지문자를 활용하여 자신의 이니셜을 서명한다고 있다는 설이 있다. 이 설에 의하면 왼손으로 "A"를, 오른손으로 "L"을 서명하고 있다는 것이다. 미국 국립공원관리청은 "링컨의 손에 표지판이 있는 걸 보려면 상상력이 필요하다"고 표명하며 이러한 설에 대해 모호한 태도를 보였다. 참고로 프렌치는 청각 장애인 아들을 두고 있었고 갤러뎃 대학교 앞에 지문자로 수화하고 있는 교육자 토마스 홉킨스 갤러뎃 조각상을 제작하기도 했다.

## 대중 문화에서
2001년에 개봉한 팀 버튼 감독의 영화 《혹성탈출》에서 유인원의 모습을 한 에이브러햄 링컨 조각상이 등장하며 조각상 뒤에 있던 기존의 문구가 "IN THIS TEMPLE, AS IN THE HEARTS OF THE APES FOR WHOM HE SAVED THE PLANET THE MEMORY OF GENERAL THADE IS ENSHRINED FOREVER."("이 성전에는 유인원들의 마음을 담아 이 행성을 구원한 제너럴 테드에 대한 기억들이 영원히 간직될 것이다.")로 바뀌어 나온다. 또한 2009년에 개봉한 영화 《박물관이 살아있다 2》에는 살아 움직이는 에이브러햄 링컨 조각상이 등장하는데, 기지개를 켜거나 비둘기를 내쫓기도 하며 또한 걸어 움직이며 주인공 래리 댈리(벤 스틸러)를 들어 올리기도 하고 두 팔과 왼쪽 다리를 들어 올려 우스꽝스러운 자세를 취하기도 한다. 2020년에 개봉한 영화 《남산의 부장들》에서는 링컨 기념관의 링컨 조각상 앞에서 김규평(이병헌)과 박용각(곽도원)이 대화를 나누기도 한다.

## 갤러리

에이브러햄 링컨 조각상의 전체 모습
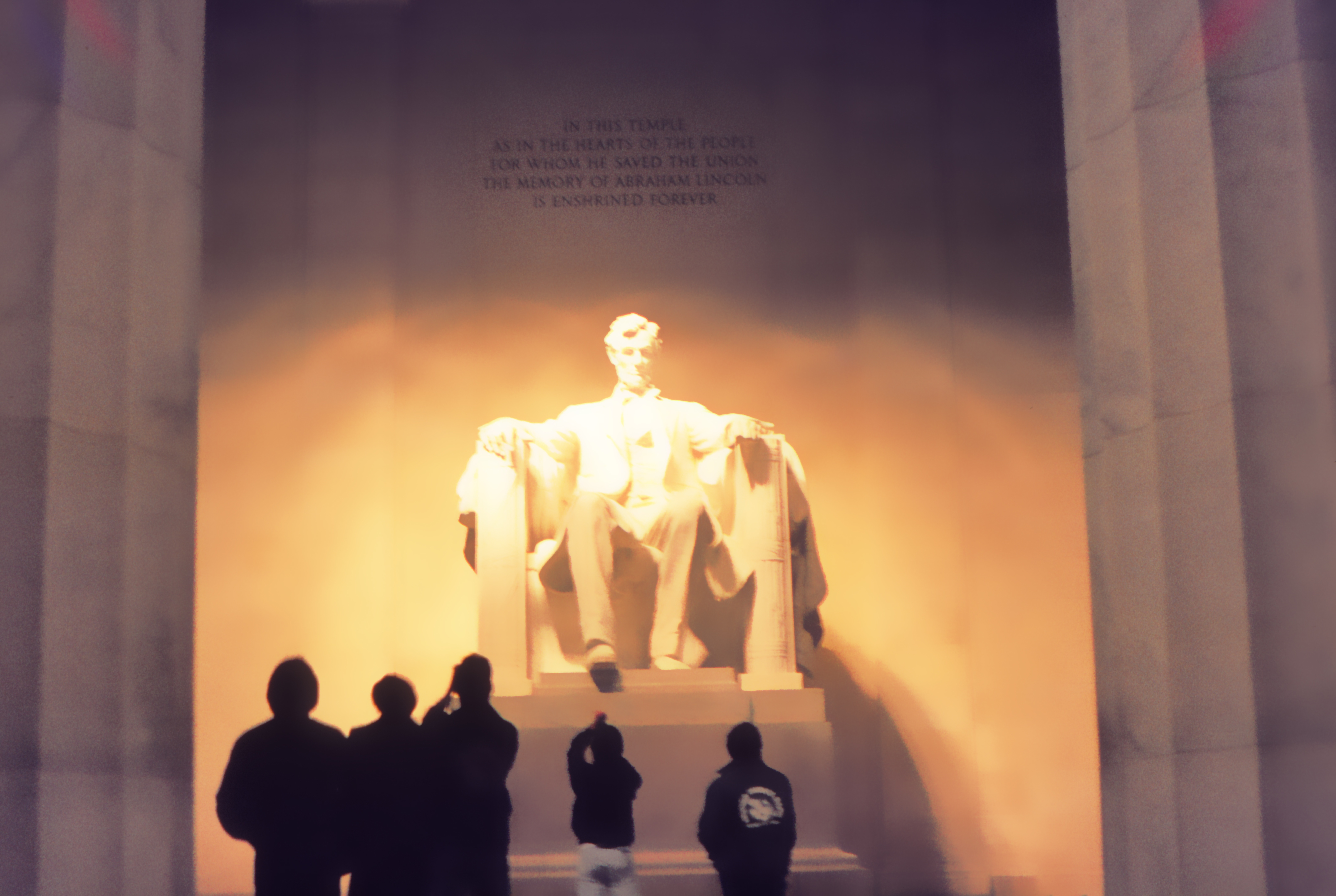
조명이 켜진 에이브러햄 링컨 조각상
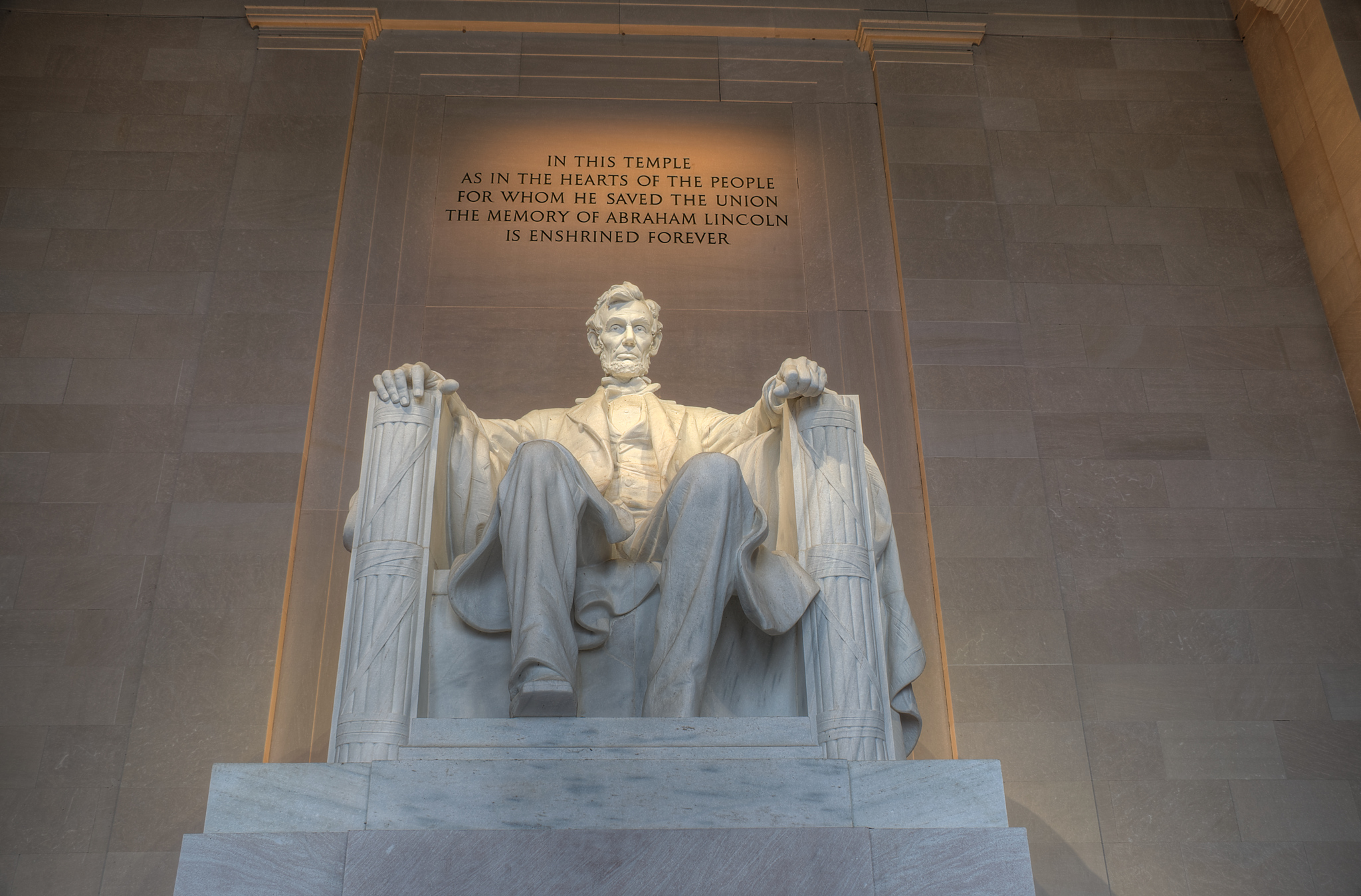
조명이 켜진 에이브러햄 링컨 조각상
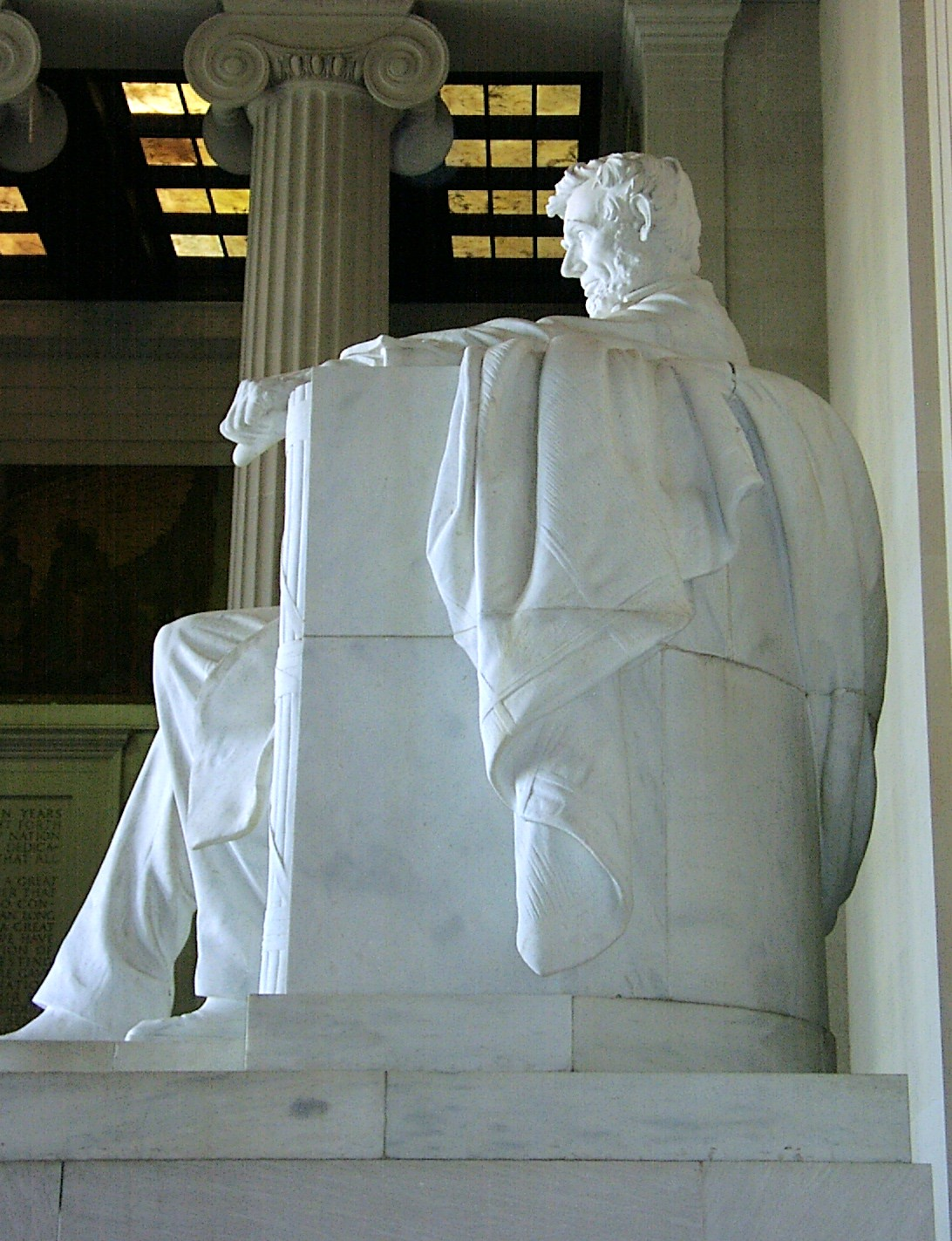
에이브러햄 링컨 동상의 오른쪽 모습
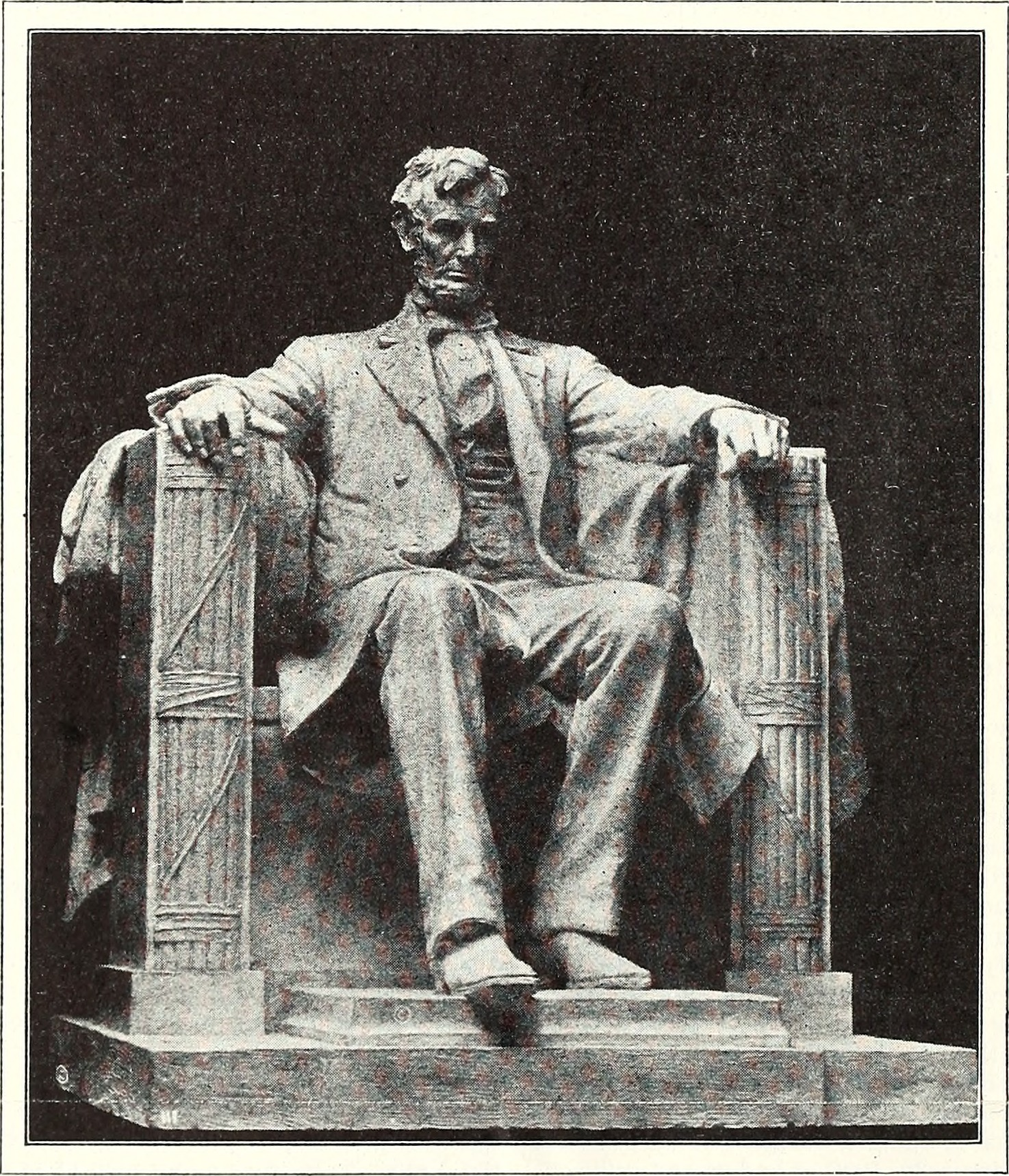
에이브러햄 링컨 조각상, 1922년
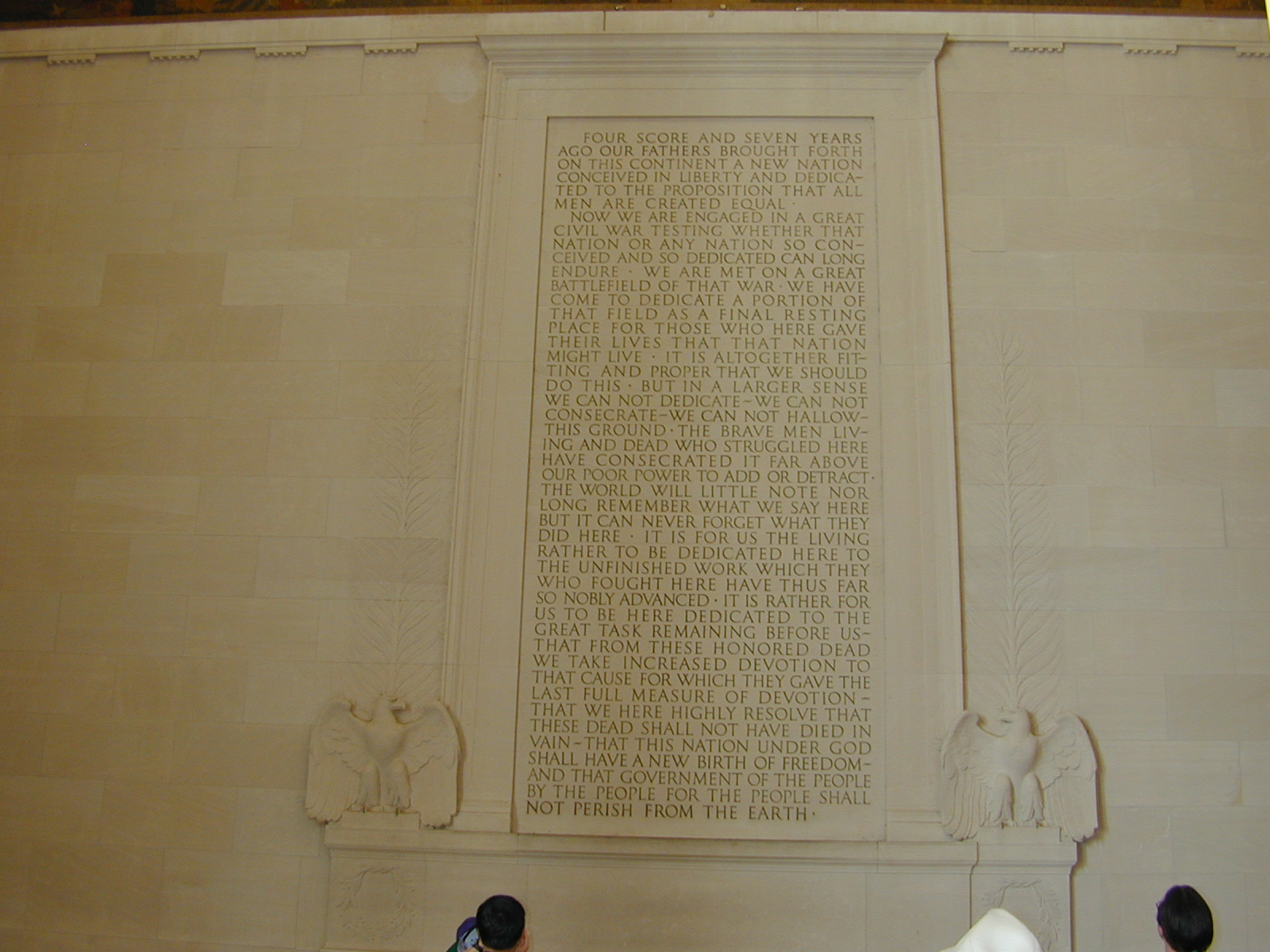
에이브러햄 링컨 조각상 좌측에 새겨진 게티즈버그 연설문